# Bart Carpentier Alting
Albertus Carpentier Alting, noto anche con lo pseudonimo di Bart (Willemstad, 12 marzo 1954), è un bobbista e slittinista olandese, che partecipò a due Olimpiadi invernali con la Nazionale di bob delle Antille Olandesi e con lo slittino ad un'edizione..

## Biografia
Nato sull'isola di Curaçao, Carpentier Alting è cresciuto a Wassenaar, nei Paesi Bassi. Da bambino ha giocato a hockey su ghiaccio e a tennis, e in seguito anche a calcio e a cricket. Al liceo ha praticato il volo a vela. Quando, nel 1981, il Comitato Olimpico dei Paesi Bassi (NOC) mise a disposizione 200.000 fiorini per trovare atleti che praticasero sport invernali poco popolari come il bob e lo slittino, Carpentier Alting si interessò anche a questi sport invernali. Nel 1983, partecipò con la squadra olandese ai campionati mondiali di slittino a Lake Placid. Già sul posto, si scoprì che tutti i partecipanti ai successivi campionati mondiali di bob, che si sarebbero svolti due settimane dopo, avrebbero guadagnato 1.000 dollari per coprire le spese. Pertanto, anche la squadra olandese, pur utilizzando un bob preso in prestito da altri atleti, prese parte a questo evento: non essendo però mai saliti su un bob, furono consigliati dall'allenatore canadese di tenere tirati i freni all'inizio di quella che è considerara una delle piste più pericolose del mondo, ma questo causò le proteste delle altre squadre perché il ghiaccio della pista venne rovinato; nella quarta manche ci fu inoltre un errore di sterzata e il bob si ribaltò, facendo cadere sulla pista il frenatore Jan-Willem de Groot. Pur avendo buone possibilità di qualificarsi con la nazionale olandese alle olimpiadi di Sarajevo 1984, il suo frenatore Wouter Latour si ruppe una gamba nell'ultima discesa, per cui il sogno olimpico dovette essere rimandato.
Durante la preparazione per i Giochi di Calgary 1988, si verificarono disordini amministrativi all'interno della Federazione olandese del bob, a cui si aggiunsero dei requisiti stringenti per far parte della delegazione olimpica (essere tra i primi 8 atleti al mondo), che di fatto impedirono ad una squadra olandese di partecipare alle gare di bob dei Giochi invernali. Nacque così in l'idea "esotica" di mandare una squadra caraibica di bob ai Giochi, sfruttando il fatto che Bart Carpentier Alting era nato sull'isola di Curaçao e aveva ancora diversi conoscenti che avevano prestato servizio militare con lui. All'inizio del 1986 Carpentier Alting tornò a Curaçao per tentare di convincere il Comitato Olimpico delle Antille Olandesi a creare una squadra di bob e slittino del paese caraibico:
(Bart Carpentier Alting)
Se da un lato i media coprirono ampiamente la partecipazione dei bobbisti "tropicali" della Nazionale di bob della Giamaica a Calgary 1988, viceversa i giornalisti dell'epoca criticarono la partecipazione dei bobbisti antillani "bianchi", vista come uno scherzo o un astuto utilizzo delle scappatoie del diritto olimpico; tuttavia Bart Carpentier Alting rivendicò il fatto di essere nato a Curaçao e di averci prestato il servizio militare, di aver effettuato il percorso di qualificazione secondo le regole della Federazione internazionale e che il Comitato olimpico antillano olandese non era stato creato apposta per lui, ma esisteva da almeno 30 anni. Nella gara olimpica del bob a due, Bart Carpentier Alting e Bart Drechsel si classificarono al 29º posto (su 41 squadre partecipanti). Nella gara di slittino giunse al 36º posto (ultimo).
Quattro anni dopo, Carpentier Alting partecipò nuovamente sotto la bandiera delle Antille Olandesi alle Olimpiadi di Albertville 1992. Nella gara di bob a due, insieme a Dudley den Dulk), si classificò al 37º posto su 46 squadre partecipanti.

## Partecipazioni olimpiche

### Bob a due
| Olimpiadi        | Atleti                                 | Manche 1 | Manche 1   | Manche 2 | Manche 2   | Manche 3 | Manche 3   | Manche 4 | Manche 4   | Totale  | Totale     |
| Olimpiadi        | Atleti                                 | Tempo    | Classifica | Tempo    | Classifica | Tempo    | Classifica | Tempo    | Classifica | Tempo   | Classifica |
| ---------------- | -------------------------------------- | -------- | ---------- | -------- | ---------- | -------- | ---------- | -------- | ---------- | ------- | ---------- |
| Calgary 1988     | Bart Carpentier Alting Bart Drechsel   | 59.60    | 30         | 1:00.78  | 27         | 1:01.95  | 32         | 1:01.40  | 31         | 4:03.73 | 29         |
| Albertville 1992 | Bart Carpentier Alting Dudley den Dulk | 1:02.97  | 38         | 1:03.26  | 36         | 1:03.40  | 37         | 1:03.46  | 39         | 4:13.09 | 37         |

### Slittino
| Olimpiadi    | Manche 1 | Manche 2 | Manche 3 | Manche 4 | Totale   | Classifica |
| ------------ | -------- | -------- | -------- | -------- | -------- | ---------- |
| Calgary 1988 | 50.802   | 53.468   | 53.501   | 52.142   | 3:29.913 | 36°        |